# Eremobates similis
Espèce
Eremobates similis est une espèce de solifuges de la famille des Eremobatidae.

## Distribution
Cette espèce est endémique ds États-Unis. Elle se rencontre au Colorado et au Nouveau-Mexique,.

## Description
Le mâle holotype mesure 22,0 mm.
Les mâles mesurent de 15,5 à 17,0 mm et les femelles de 16,5 à 22,0 mm.

## Publication originale
- Muma, 1951 : The Arachnid order Solpugida in the United States. Bulletin of the American Museum of Natural History, no 97, p. 31-141 (texte intégral).